# Hôtel de Madame Élisabeth
Ne doit pas être confondu avec Domaine de Montreuil ou Hôtel Guérin du Castelet.
L'hôtel de Madame Élisabeth, ultérieurement appelé hôtel Guérin, est une ancienne demeure du XVIIIe siècle, détruite à la fin du XIXe, située à Fontainebleau, en France.
La première appellation fait référence aux aspirations d'Élisabeth de France dite « Madame Élisabeth », sœur du roi Louis XVI, d'habiter en ces lieux, mais toutefois cela n'a pas été le cas puisqu'elle fut décapitée à la Révolution. Cette propriété a appartenu à une série de personnages fortunés et de notoriétés de la ville. Le domaine comprenant l'hôtel — appelé « propriété Guérin » à partir du milieu du XIXe siècle — est, de fait, le plus vaste de la ville, toutes époques confondues, après celui du château de Fontainebleau.
De nos jours, ces terrains ont évolué en un quartier résidentiel pittoresque, parfois dénommé « quartier des Présidents-de-la-République » en référence à ses odonymes.

## Situation
La propriété était située au nord-ouest de la ville de Fontainebleau, elle-même au sud-ouest du département de Seine-et-Marne. Elle s'étendait de la rue Saint-Merry jusqu'à la lisière de la forêt et occupait les rues Carnot et Casimir-Périer qui ont été établies sur ses terrains.

## Histoire

### Séjours et désirs d'Élisabeth de France

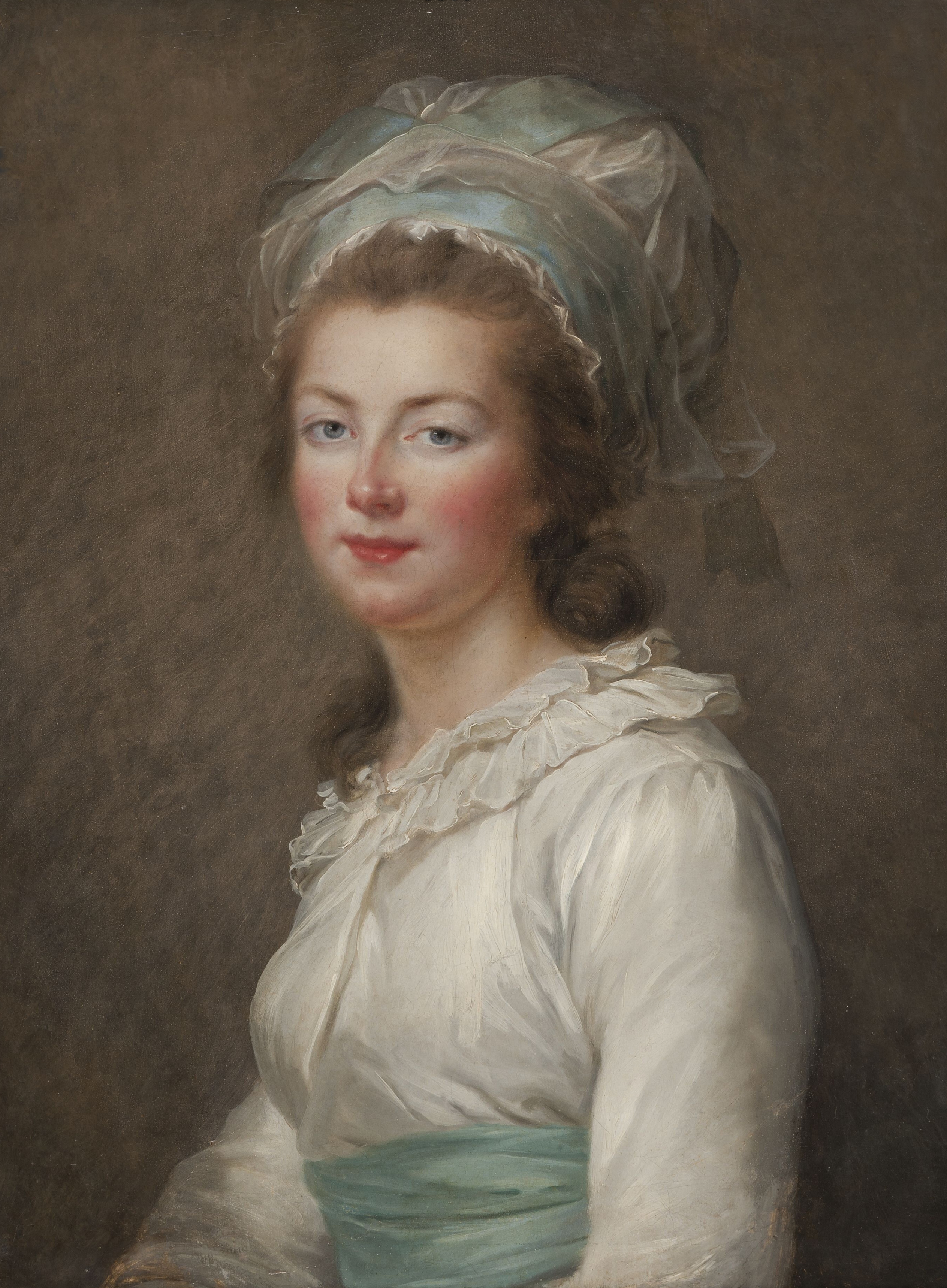
Portait de Madame Élisabeth de France par Élisabeth Vigée Le Brun

En 1886, Marie Célestine Amélie d'Armaillé, dite la comtesse d'Armaillé, publie la biographie d'Élisabeth de France dite « Madame Élisabeth », sœur du roi Louis XVI, dans son ouvrage intitulé Madame Élisabeth, soeur de Louis XVI. Elle y détaille notamment le rapport qu'a entretenu la princesse avec Fontainebleau.
Ainsi, il est précisé que durant son enfance, sous le règne du roi Louis XV son grand-père, Élisabeth accompagnait la cour durant les voyages dans les résidences royales, notamment dans celles de Compiègne et de Fontainebleau. Toutefois, ces voyages n'étaient plus que jugés comme des « occassions de dépence de d'ennui pour la cour blasée ». Au contraire, les petites princesses, dont Élisabeth, les trouvaient « trop rares et trop courts, et les attendaient avec impatience ». Fontainebleau devient pour elles un « séjour de prédilection », où elle apprécie de parcourir la forêt, ses déserts et ses rochers. Louis Guillaume Le Monnier, médecin des Enfants de France, les accompagne dans leurs excursions et leur apprend un peu de botanique. Augustin Dassy Darpagean (ou Danglejean), dit le docteur Dassy, les rejoint à son tour pour leur faire découvrir les endroits regorgeants de plantes rares. Tous deux sont fortement appréciés des « Enfants royales », qui y trouvent également une satisfaction d'échapper aux « grandeurs de Versailles ».
Ainsi, la biographe précise plus loin dans son ouvrage, que Madame Élisabeth a conservé un « doulouroux souvenir des derniers jours » à Versailles. À partir de 1787, déjà en retraite dans le domaine de Montreuil, à Versailles, mais sans toutefois l'abandonner complètement, elle désire posséder une maison à Fontainebleau, près de la forêt, ville où la population témoigne un certain attachement à la famille royale. Dassy, médecin de la cour, s'occupe secrètement de cette acquisition. Ce serait donc en 1780 que l'habitation est choisie et les travaux avancés. Madame Élisabeth dessine alors les sujets de la corniche et commande ceux des boiseries du salon. Une allée de tilleuls, semblable à celle de Montreuil, est implantée dans le parc et conduit à une grille à partir de laquelle s'ouvre un horizon de verdure. Un cartouche sous forme d'un écusson du royaume de France est déjà présent sur les pierres du puits du jardin. L'épuisement de la source des recettes précédant la Révolution ne permet pas la concrétisation du projet, ce qui contraint Madame Élisabeth de l'abandonner entièrement et de céder la propriété à Dassy. La comtesse d'Armaillé conclut alors son récit en ces termes : « Fontainebleau conserve encore le souvenir de ce rêve qui avait plus d'une fois charmé les heures d'ennui de la princesse durant les premiers mois de sa réclusion dans Paris ».
En 1892, dans ses recherches historiques sur Fontainebleau parues dans le journal local L'Abeille de Fontainebleau, Ernest Bourges précise toutefois que la source de ces renseignements lui est inconnu et que ce récit semble plutôt relever d'une légende. Il précise en outre, qu'à cette date, le « puits [du jardin] existe encore ; il a été enterré presque jusqu'à la margelle, dans les travaux de terrassement, mais il est bien conservé. L'armature en fer à laquelle est adaptée la poulie toujours en place, est surmontée d'un panier à jour, en belle ferronnerie au marteau, d'où s'élève un riche bouquet de paquerettes et lys. ».

### Acquisition des terrains et construction
Ernest Bourges, toujours dans ses recherches sur Fontainebleau, décrit ces acquisitions plus précisément : le 6 juin 1785, le docteur Dassy achète un terrain de deux arpents à Mme Lardy, veuve de Claude Lardy, « porteur de chaises » du Roi. Elle tenait ce terrain de Marie Raffard, veuve de Dorchemer de la Tour. La propriété s'étend le 12 novembre 1786, à la suite de la vente par François Lebaigue, ancien contrôleur des rentes de l’hôtel de ville de Paris, et sa femme, Jeanne-Élisabeth Dubois de Fréminet, d'un grand terrain voisin, sur lequel se trouve un chantier. Ce terrain provient aussi de la succession Dorchemer de la Tour.
En 1788, le docteur Dassy fait construire les corps de bâtiment qui composent l’hôtel et ses dépendances. Puis, il l’agrandit successivement de tous les terrains qu’il peut acheter autour. Parmi les vendeurs, on trouve : François Labbé, marchand de bois à Paris ; Laurent Laureau, « cocher des carrosses du Roi allant de Fontainebleau à Paris » ; Jean Bourdin, ancien chef des bureaux du ministre d’État Henri Bertin ; Louvet, entrepreneur de plantations à Fontainebleau. Ainsi, la propriété se construit notamment sur d'anciens chantiers de bois.
On retrouve bien cette résidence dans le cadastre royal de la Seigneurie de Fontainebleau daté de 1789, sur le plan de la rue des Buttes — de nos jours, rue Saint-Merry —, avec l'habitation, le jardin et une allée bordée d'arbres jusqu'à la forêt.

### Propriétaires successifs
Dassy meurt le 31 mars 1798, à l'âge de 51 ans. La propriété passe à Charlotte-Catherine Regnaudin, sa veuve. Puis ses héritiers la vendent le 3 juin 1810, à Gervais Rochereau, ancien procureur au parlement (cour de justice d'appel sous l'Ancien Régime) et avocat à la cour de France, qui s'est retiré à Fontainebleau. Après quelques années de possession, ce dernier la cède à un dénommé de Charpin-Feugerolles et à une dénommée de Perthuis, son épouse. Ce couple conserve la propriété pendant assez longtemps et l’augmente d’un terrain acheté à Trabé-Fessard, marchand de bois.
De Charpin-Feugerolles, devenue veuve, et son fils vendent la propriété le 28 septembre 1837, à Denis-Alexandre Guérin, ancien pharmacien à Paris. Déjà quelques jours avant cette vente, ce dernier acquit des époux Mierre un vaste terrain, au niveau de la rue de France et de la route du Bornage, qui longeait la propriété. Il s'agit d'un homme fortuné, qui devient maire de Fontainebleau de 1843 à 1852 puis de 1858 à 1871 ; en son honneur, on baptise également la rue Guérin sur laquelle donnait une des issues de cette propriété.

### Développement sous Denis Guérin
Une fois acquise par Denis Guérin, la propriété s’agrandit encore considérablement. Il ajoute à ce terrain, déjà assez vaste, deux acquisitions à la famille Trabé, une autre à M. Deschâteaux, et diverses parcelles achetées à des voisins. La propriété acquiert ainsi son étendue maximale de 52 072 m2.
Guérin entretient une relation passionnelle avec son hôtel et consacre des sommes considérables à son amélioration et à son entretien,. Ainsi, les bâtiments changent d’aspect. À la façade postérieure, est ajoutée une vaste galerie qui a été, jusqu’en 1870, témoin de fêtes et de nombreuses réceptions, comme toute la propriété de manière générale.
En ce qui concerne les espaces verts, il crée le jardin d’hiver où s'accumulent les plantes les plus rares des tropiques et fait vallonner les autres jardins qui deviennent un parc à l'anglaise. Cela signe également la disparition de l’allée de tilleuls, plantée à l’intention de Madame Élisabeth. Aussi, la grille sur la forêt est remplacée par un ha-ha (autrement dit saut de loup) qui permet l'ouverture de plus larges horizons de verdure. Cette ancienne grille est alors déplacée à l’entrée de la maison au no 55 de la rue Saint-Honoré.
La croix de Toulouse, située en pleine forêt, est détruite à la Révolution, laissant toutefois quelques vestiges. Un de ceux-ci — le piédestal en marbre rouge veiné de blanc — est acquis par Guérin. Il en fait faire deux socles sur lesquels sont placés dans le parc une statue et un vase. Il s'agit du seul souvenir subsistant des quatre colonnes qui ornaient autrefois la « Belle Cheminée » dans la salle du même nom du château de Fontainebleau.

### Extinction de la lignée des Guérin

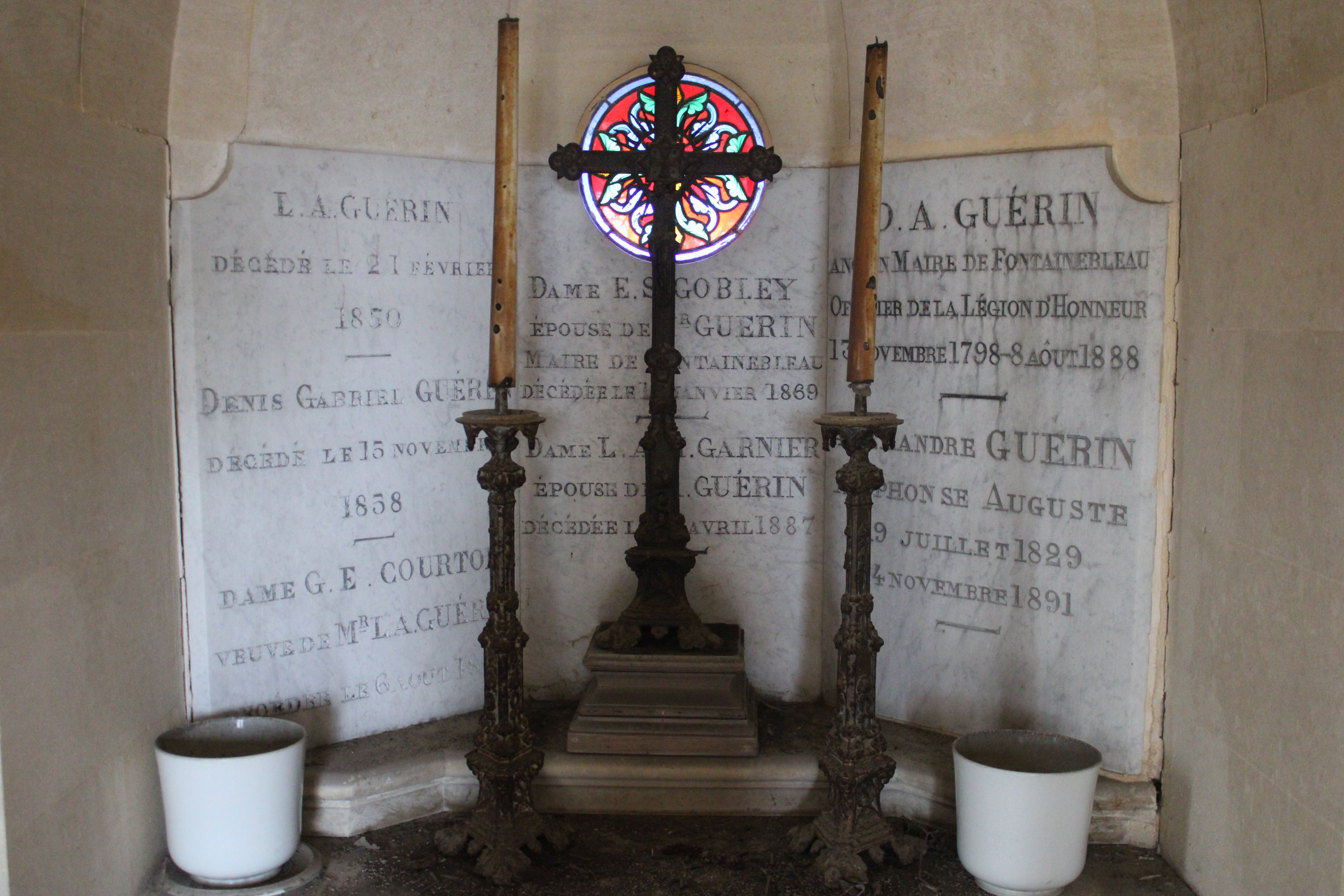
Plaques funéraires des Guérin à l'intérieur du mausolée familial, au cimetière de Fontainebleau

Denis Guérin meurt le 8 août 1888, à l'âge de 80 ans. La propriété passe à son neveu, Alexandre Guérin, dont la vie est ponctuée à d'activités de bienfaisance et de fonctions municipales. Toutefois, ce dernier est frappé d'une « attaque de paralysie » le 18 octobre 1891 et meurt d'une autre attaque deux semaines et demi plus tard, le 4 novembre, à l'âge de 62 ans,,.

### Vente de la propriété
À la suite du décès du dernier propriétaire, on décide la vente de l'hôtel et du domaine. Le 7 juin 1892, il est mis en adjudication, en l'étude de Me Paul Gaultry, avec une mise à prix de 500 000 francs. Mais malgré de nombreuses visites effectuées à l'hôtel et plusieurs tentatives d'adjudication, personne ne se porte acquéreur,. Alors, devant l'insuccès de la vente en un seul bloc, un collectif de dix propriétaires, des entrepreneurs et des négociants de la ville, se réunit pour acquérir la propriété. Elle est finalement rachetée en août 1893 pour le prix de 268 000 francs.
Après une sérieuse étude du terrain, le groupe décide un morcellement en grandes fractions de celui-ci et ce de manière à épargner les grands arbres qui s'y trouvent. On prévoit de détruire l'hôtel, de lotir les terrains et de voir l'apparition d'un nouveau quartier,, qui s'inscrit dans le quartier plus large de la Sous-Préfecture, du nom du bâtiment qui accueille alors cette institution, construit sous le mandat de Denis Guérin, sur la place Decamps, tout juste à côté du domaine (cet hôtel de la sous-préfecture disparaît dans les années 1960, sur l'emplacement actuel de la résidence François-Ier).

### Nouveau quartier

#### Rue Carnot

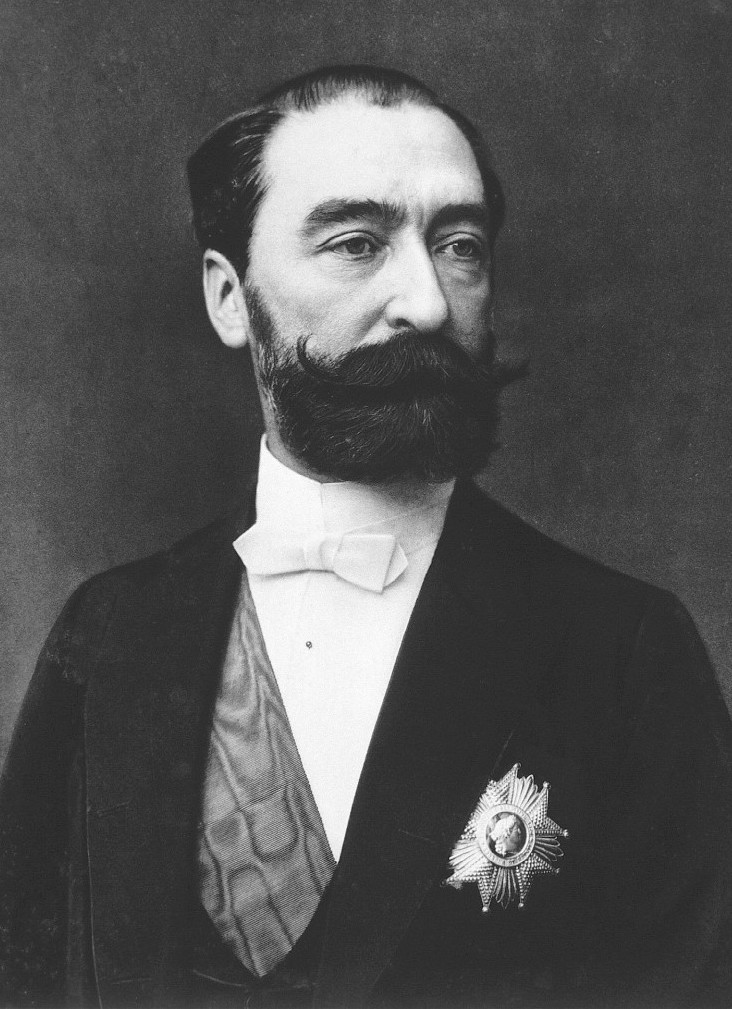
Portait de Sadi Carnot

Comme prévu, on prépare une nouvelle rue et on souhaite la baptiser en hommage au président de la République de l'époque : Sadi Carnot. Les propriétaires décident alors de déléguer l'un des leurs auprès du Président pour lui demander l'autorisation de donner son nom à la voie. Ce dernier, qui, par ailleurs, porte un intérêt à la ville et y séjourne fréquemment, accueille respectueusement le délégué et donne son accord avec empressement ; ainsi le nom « rue Carnot » est établi.
À la fin de l'année 1893, l'hôtel est presque entièrement rasé : ne restent alors que quelques mètres de murs. Une fois la démolition terminée, on trace une rue, large de 9 m et longue de 500 m, passant par l'emplacement de l'hôtel et dont le tracé est calqué sur celui de l'allé privée qui y conduisait, ainsi que sur celui de l'avenue de tilleuls de l'autre côté de l'édifice, qui débouchait sur le chemin de Bornage,, — de nos jours, rue de la Faisanderie. Cette nouvelle voie relie ainsi la rue Saint-Merry à la forêt, et se prolonge dans celle-ci jusqu'au mont Pierreux, croisant le boulevard Circulaire — de nos jours, boulevard du Maréchal-de-Lattre-de-Tassigny. Ensevelie lors de l'édification du grand ensemble du Village de la Faisanderie dans les années 1950, quelques traces de la partie située entre le boulevard et la rue de la Faisanderie subsistent toutefois encore.

#### Rue Casimir-Périer

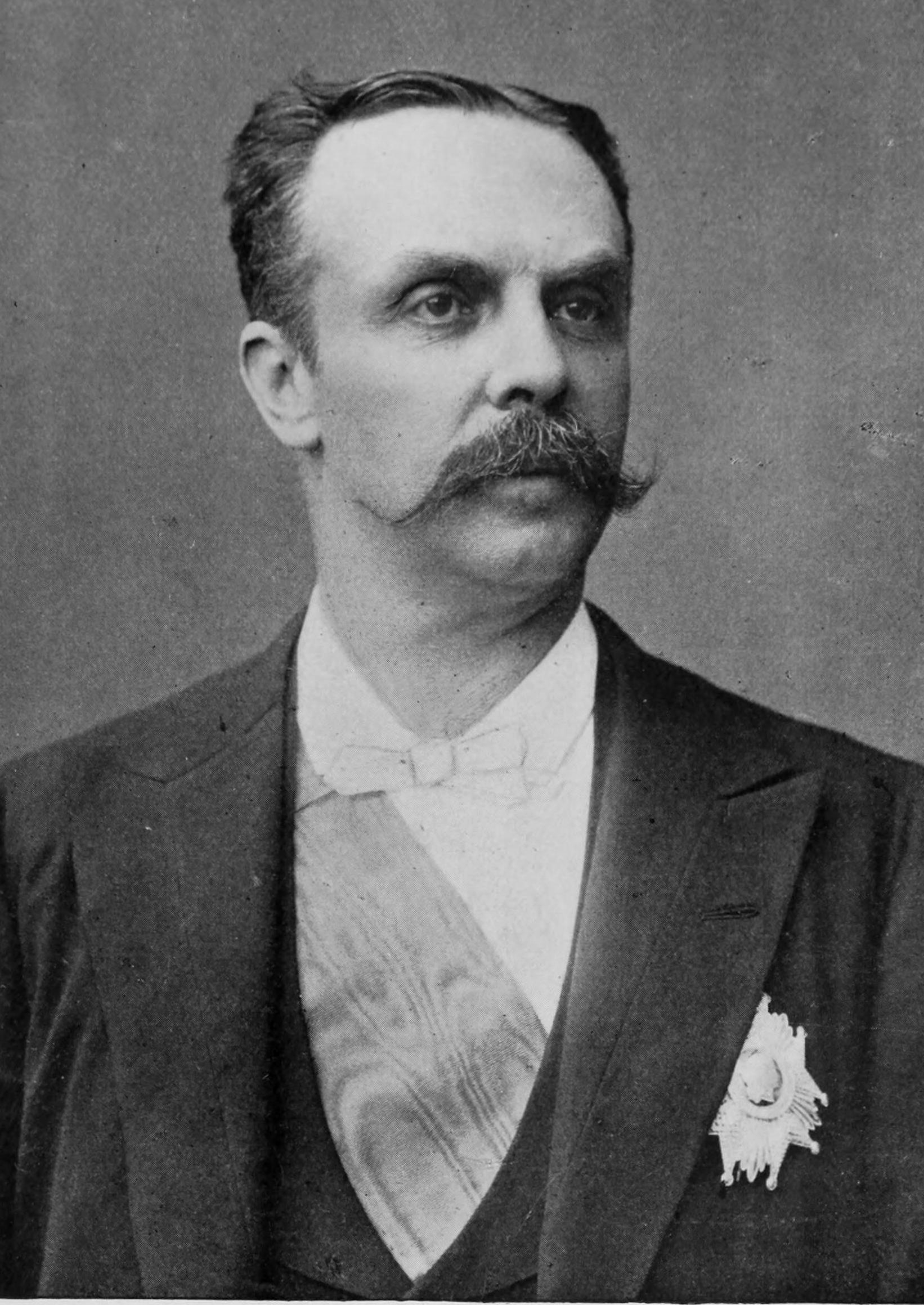
Portait de Jean Casimir-Perier

Le président Sadi Carnot est assassiné à Lyon le 25 juin 1894, ce qui entraîne l'élection de Jean Casimir-Perier à la présidence de la République, le 27 juin.
On prévoit l'établissement d'une nouvelle voie et on la baptise « rue Casimir-Périer » du nom du nouveau président, avec l'accord de ce dernier, comme pour la rue Carnot. Cette voie, large de 10 m, est tracée jusqu'à la route de Paris, donnant un croisement vers le lieu-dit de la Fourche. Son tracé est établi de façon à répartir rationnellement les lots constructibles. Elle est ouverte en novembre 1894. Ces nouvelles voies et propriétés forment ainsi le quartier des Présidents-de-la-République, ou autrement appelé quartier Carnot,. Les deux rues principales s'articulent autour d'un carrefour circulaire, d'abord dénommé carrefour Carnot et par la suite rebaptisé place Milosz.

#### Développement des villas
Vers la fin des années 1890, de nombreuses nouvelles maisons sont déjà élevées le long de la rue Carnot et certaines d'entre elles ont des façades ornées de buissons de roses. En 1906, de nombreux terrains sont encore en vente mais le quartier compte alors pas moins de 45 maisons ; vers 1909-1912, on en dénombre près de 80 : elles sont de tailles et de formes diverses ainsi que résolument « modernes »,. Une grande partie d'entre elles est édifiée d'après les plans de l'architecte Jules Viatte (1872-1922). La structure de cette partie de Fontainebleau dénote un caractère résidentiel « cherchant à fuire la ville » : il n'est pas composé de maisons de ville en alignement continu mais majoritairement de villas, situées en retrait pour un grand nombre d'entre elles.

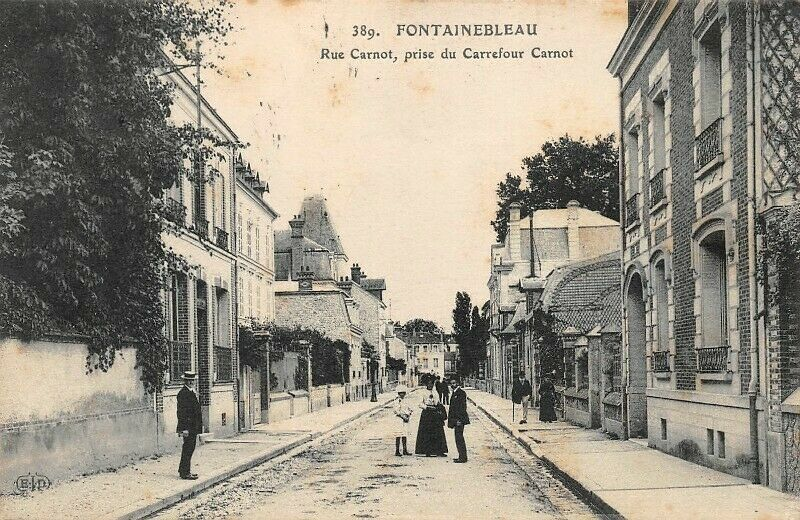
Carte postale représentant la rue Carnot depuis le carrefour Carnot — aujourd'hui place Milosz —, au tournant du XXe siècle
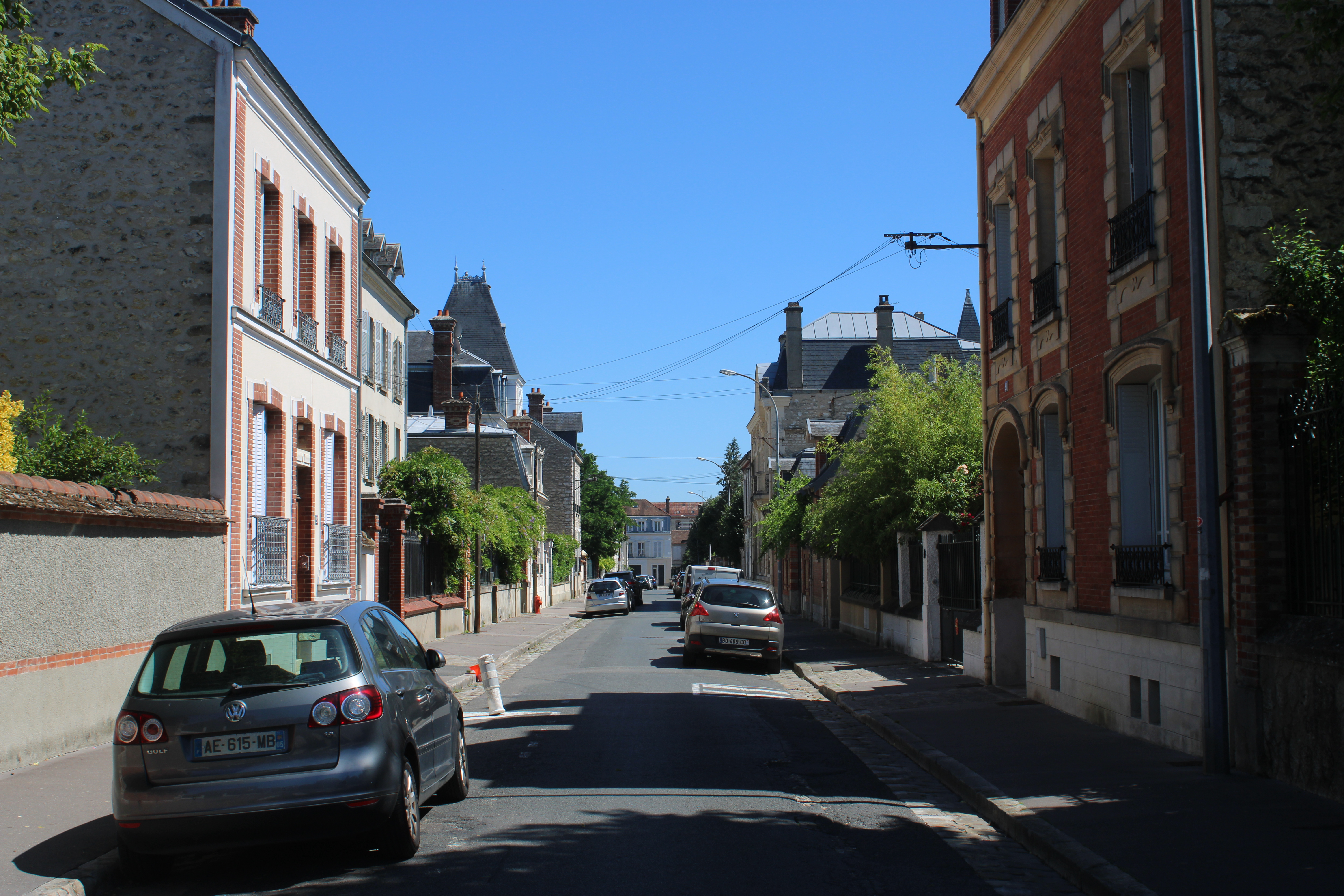
Rue Carnot depuis la place Milosz (rephotographie de la carte postale), en juillet 2021
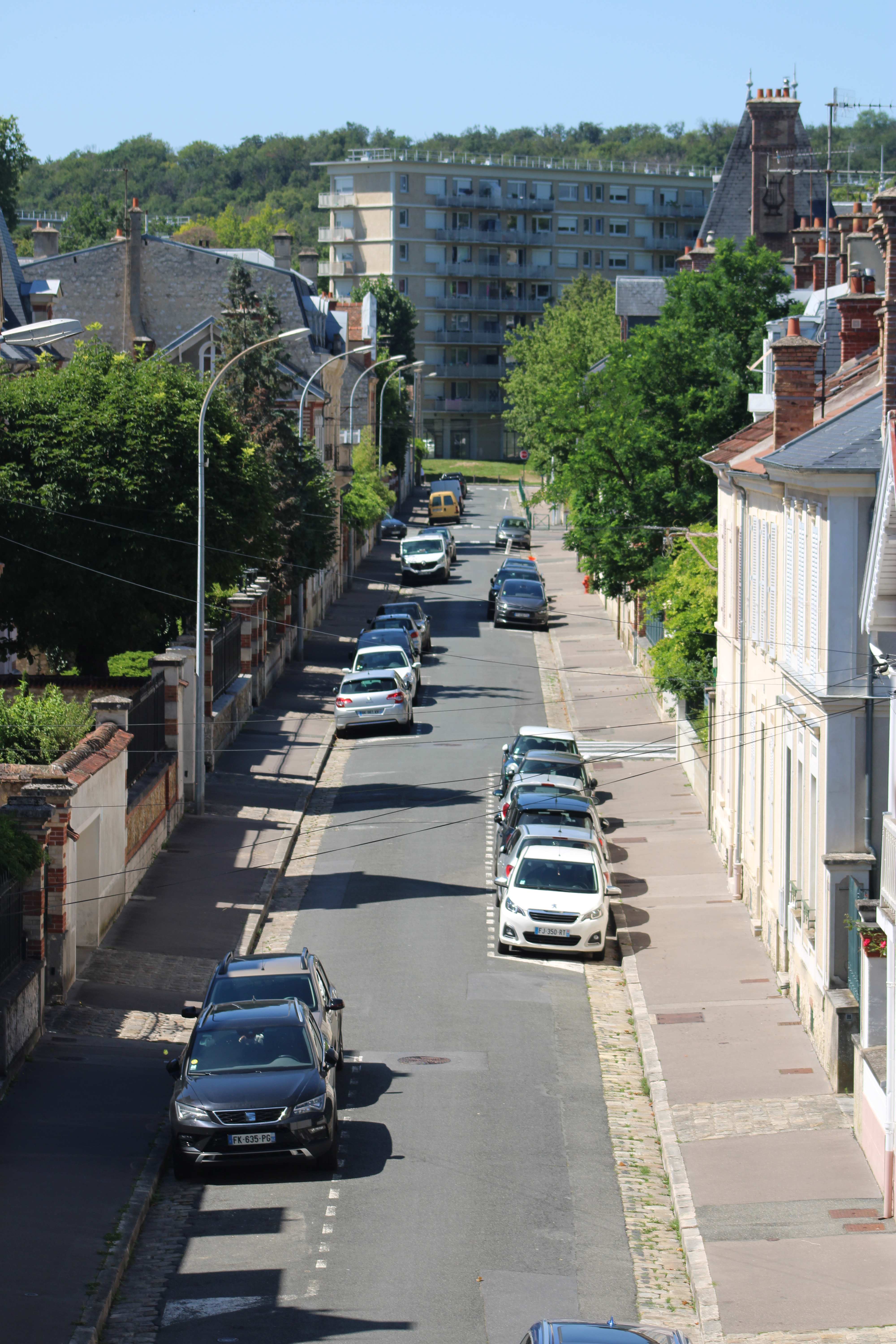
Rue Carnot depuis la rue Saint-Merry, en juillet 2021
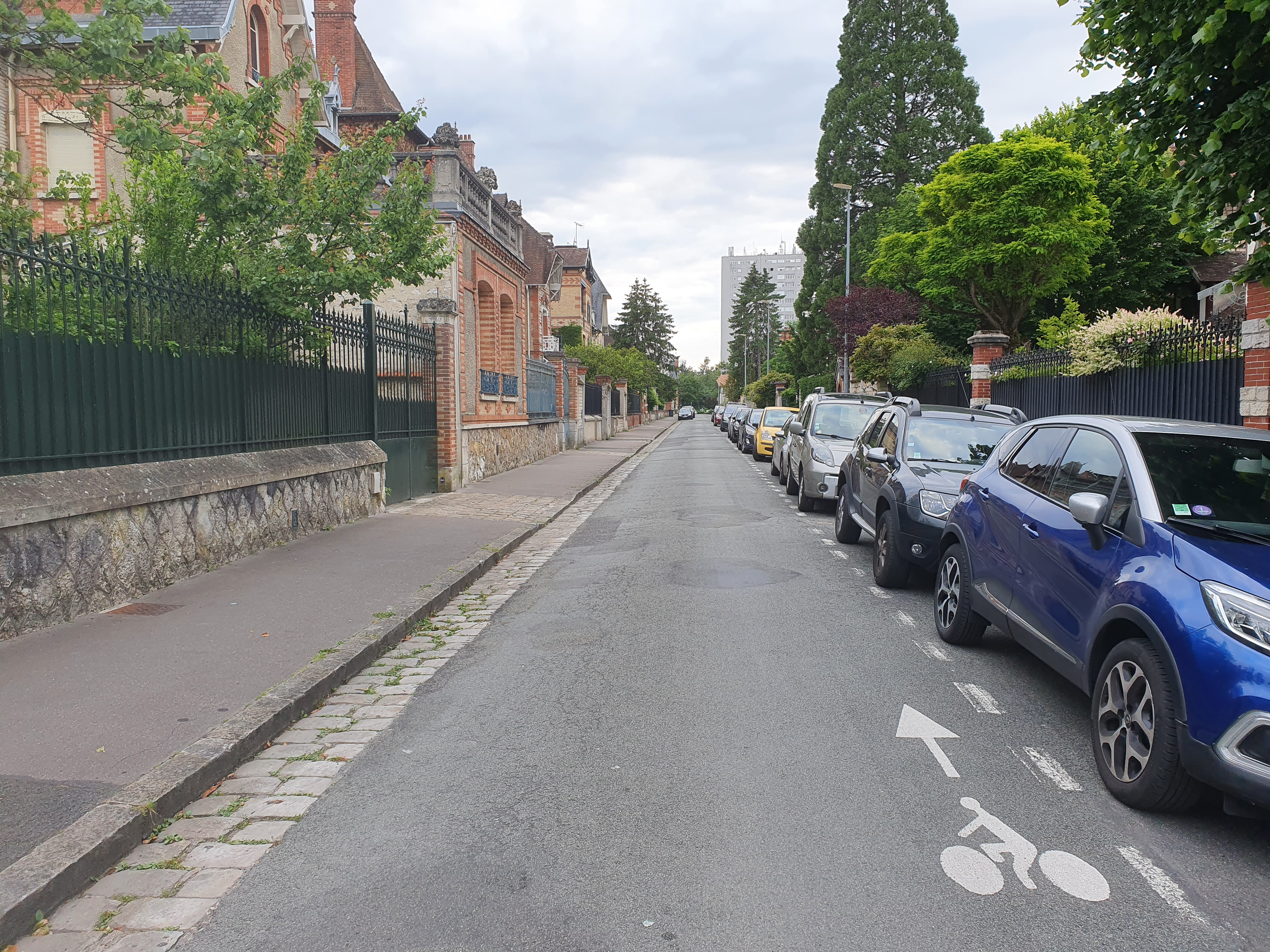
Rue Casimir-Périer depuis la place Milosz, en juin 2021
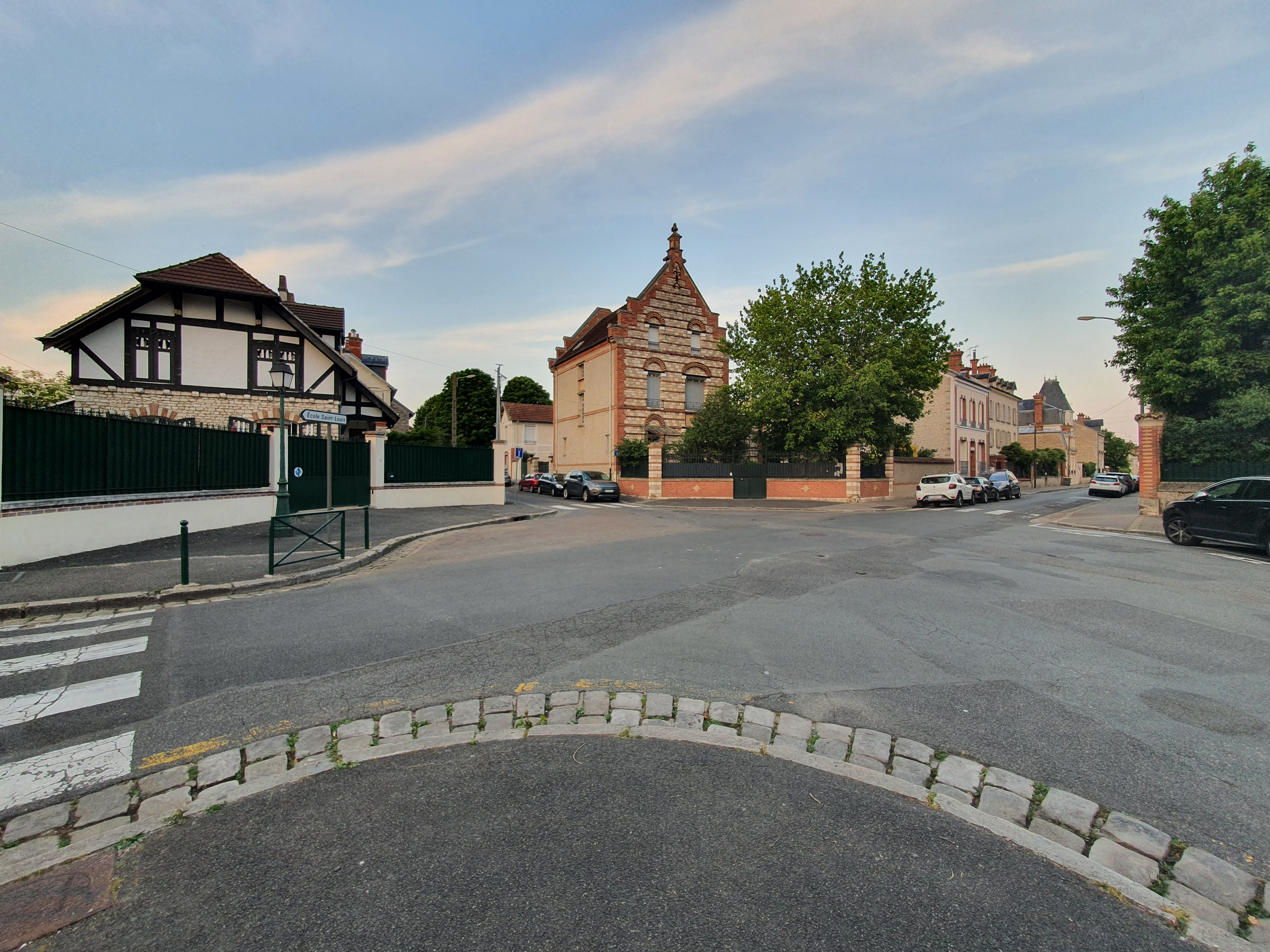
Place Milosz, en juin 2021

#### Éclairage privé puis municipalisation du quartier
Le 12 septembre 1895, les propriétaires, par décision commune dote la rue Carnot, alors voie privée et ainsi exclue des démarches administratives municipales, d'un éclairage au bec Auer.
Mais le syndicat qui a acheté, loti et vendu les terrains est dissout le 31 décembre 1899 et le quartier plonge dans des nuits d'obscurité totale à partir du 1er janvier 1900. Les démarches administratives traînent et ce n'est que le 13 novembre 1903, que le syndicat dissous cède à la ville les sols, les canalisations d'eau et de gaz de la rue Carnot, de la rue Casimir-Périer, du carrefour Carnot et de la rue Decamps. Est également cédé le droit sur le passage dans le prolongement de la rue Victor-Hugo, vestige d'un ancien chemin de terre, dit passage Brunelet. Ce dernier est transformé en voie publique et ouvre en janvier 1897. Le quartier est ainsi municipalisé et s'intègre dans la ville.
Également, un arrêté du préfet de Seine-et-Marne, Paul Boegner, en date du 26 septembre 1904, ouvre une enquête sur l'alignement des voies de l'ancienne propriété (rue Carnot, rue Casimir-Périer, rue Decamps, rue Victor-Hugo).

## Structure

### Hôtel
D'après les photographies et les documents disponibles, on peut affirmer que l'hôtel s'élevait sur quatre niveaux, était de couleur pâle, d'une architecture s'inspirant du style Renaissance et avec un plan de base symétrique en longueur et en largeur. Le rez-de-chaussée se composait d'une vaste galerie. On compte également quatre salons, un grand hall et une salle à manger mais également des caves.

### Dépendances
Sur la rue Saint-Merry, il existait un bâtiment de trois niveaux, compris dans la propriété.

### Domaine
Le domaine, au maximum de ses extensions formant ainsi la « propriété Guérin », s'étend sur 52 072 m2. Il est composé d'un parc et a quatre issues sur les rues Saint-Merry, de France, Guérin et sur le chemin de Ronde (ou de Bornage) — de nos jours, rue de la Faisanderie —.
Il y avait également un jardin potager, des serres, une orangerie et des kiosques.